# Fraseología
En lingüística, la fraseología es el estudio de expresiones fijas, como los idiotismos, los verbos preposicionales y otros tipos de unidades léxicas multiverbales (conocidas también como frasemas) o frases hechas, en las que el significado que se obtiene de la combinación de las palabras no es necesariamente el que se espera al analizar sus componentes por separado. Un ejemplo puede ser, en el español de México, la expresión "darle el avión a alguien", que significa "no prestar atención a alguien", y que no implica de ninguna manera la entrega de este vehículo.

## Historia del estudio de la fraseología
La fraseología es una propuesta de estudio de la lengua surgida en el siglo XX. Se puede rastrear su origen hasta el momento en el que las ideas acerca de las locuciones fraseológicas, de Charles Bally llegaron a la lexicología y lexicografía rusas en las décadas de 1930 y 1940, y luego se desarrolló en la Unión Soviética y en otros países de Europa Oriental. Desde la década de 1960, se estableció en Alemania y tuvo contactos con los estudios de lengua inglesa. Las adaptaciones al inglés más recientes de fraseología son de Uriel Weinreich (1969), dentro de la aproximación de la gramática transformacional (Arnold, 1973; y Leonhard Lipka (1992 [1974]). En Gran Bretaña, así como en otros países de Europa Occidental, la fraseología se ha desarrollado constantemente durante los últimos veinte años. Las actividades de la European Society of Phraseology (EUROPHRAS) y de la European Association for Lexicography (EURALEX), con sus publicaciones y convenciones regulares, atestiguan el prolífico interés europeo en la fraseología. Las bibliografías de recientes estudios en inglés y en fraseología en general están incluidos en la  de Werner Welte (1990), y aparecen recopilados sobre todo en A. P. Cowie & Howarth, P. E. (1996), cuya bibliografía está reproducida y reanudada en internet y provee una amplia fuente de las publicaciones más recientes en el campo.

## Unidades fraseológicas
Las unidades básicas de análisis en fraseología son comúnmente conocidas como frasemas o unidades fraseológicas. Las unidades fraseológicas son (de acuerdo con el Prof. Kunin A. V.)[cita requerida] grupos de palabras estables con significados trasladados parcial o totalmente ("estirar la pata",“obsequio griego”, “beber hasta morir”, “tomar como cosaco”, “loco como una cabra”). De acuerdo con Rosemarie Gläser, una unidad fraseológica es un grupo bilexema o polilexema de palabras en uso común lexicalizado, el cual tiene estabilidad sintáctica y semántica relativas, puede ser idiomatizada, puede implicar connotaciones, y quizá tenga una función empática o fortalecedora en un texto.